# علی‌نامه
علی نامه یکی از اولین منظومه‌های ادبی شیعه دوازده امامی، اولین منظومه‌ای که در استقبال از شاهنامه سروده شده و یکی از آثار حماسی در ادبیات فارسی است. چاپ این اثر به شدت مورد استقبال قرار گرفت و به سرعت به چاپ دوم رسید.
قدمت این اثر به قرن پنجم می‌رسد و توسط شاعری ناشناس بنام «ربیع» سروده شده است. شاعر این منظومه «ربیع» متولد ۴۲۰ هجری است که آن را در ۶۲ سالگی سروده و کتاب را به علی بن طاهر، از اشراف ناحیه سبزوار تقدیم کرده است. این منظومه به شرح رشادت‌های علی بن ابیطالب امام اول شیعیان در جنگ‌های مختلف می‌پردازد. این اثر در سال ۱۳۸۸ توسط محمدرضا شفیعی کدکنی و محمود امیدسالار و همچنین دو دانشجوی دکترای ادبیات دانشگاه تهران رضا بیات و ابوالفضل غلامی تصحیح و بوسیله انتشارات میراث مکتوب منتشر گردید. همچنین نقالی این کتاب نیز از سوی نقالان برجسته کشور از جمله ابوالفضل ورمزیار انجام شده است.
به‌گزین (تلخیص) شامل ۴۲۳۴ بیت اثر در سال ۱۳۹۰ توسط علی موسوی گرمارودی تهیه و بوسیله انتشارات میراث مکتوب چاپ گردید.
یافتن و انتشار این اثر نشانی دیگر از دیرینگی تشیع در ایران پیش از صفویه است.
برخی محققین با اشاره به بخشی از علی نامه که
| بماند زتو یادگاری دراز      |  | میان خلایق بدان عز و ناز   |
| علی نامه و حمزه نامه به چند |  | بخوانند کین هست بس با پسند |

احتمال دادند که این شاعر گمنام اثر منظوم دیگری به نام «حمزه‌نامه» نیز داشته است.

## مشخصات اثر
شاعر این منظومه را در یازده هزار و دویست و بیست و دو بیت در بحر متقارب مثمن محذوف (مقصور) سروده و در ماه ذی الحجه سال ۴۸۲ هجری به پایان آورده است. از علی نامه تنها یک نسخه خطی باقی‌مانده که دارای ۳۰۱ورق است و هر ورق شامل نوزده بیت و در مجموع دوازده هزار بیت است. تاریخ نگارش این اثر قرن ششم تا هشتم حدس زده شده است و در موزه قونیه ترکیه نگهداری می‌گردد.
فیلم این کتاب در کتابخانه مرکزی دانشگاه تهران به شماره ۳۲۲ موجود است و عکس آن در سه مجلد با شماره‌های ۵۹۰، ۵۸۹ و۵۹۱ ثبت شده است.
مآخذ این منظومه دو کتاب تاریخی نوشته «ابومخنف لوط بن یحیی» است که البته اکنون در دسترس ما نیست.
دربارهٔ این اثر گفته شده است: «زبان شعر در این منظومه نیز بسیار کهن است و گنجینه‌ای است از واژگانی که امروز مهجور و فراموش شده‌اند و حتی در کتب همان عصر هم به سختی می‌توان مشابهی برای آنها یافت. این کتاب به لحاظ دستوری و شیوه‌های بیانی نیز نکاتی در خور توجه دارد.»
از لحاظ تاریخی این اولین اثر در استقبال از شاهنامه فردوسی است که حدود ۸۰ سال پس از آن سروده شده است.

شفیعی کدکنی دربارهٔ آن می‌گوید:
منظومه‌ای با این حجم، آن هم از قرن پنجم، به تنهایی کافی است که توجه اهل ادب و تاریخ شعر فارسی را به خود جلب کند. در میان حماسه‌های منظوم زبان فارسی این کتاب از لحاظ تاریخی در دوره کتاب گرشاسپ نامه اسدی قرار می‌گیرد و تاریخ سرودن آن با تاریخ سرایش گرشاسپنامه حدود بیست سال فاصله دارد. از نظر تاریخ شعر شیعی و حماسه‌های شیعی نیز دارای کمالِ اهمیت است، تا آن جا که می‌دانیم اولین حماسه شناخته شده شیعی خاوران نامه ابن حُسام خوسفی است که در عصر تیموری سروده شده و حدود چهار قرن بعد از این کتاب تدوین شده است. اگر این همه امتیازات را هم نداشت به تنهایی به عنوان یک منظومه بازمانده از قرن پنجم دارای کمال اهمیّت بود... تا به چشم خود ندیدم باور نکردم، شما نیز حق دارید که باور نکنید: یک حماسهٔ منظوم پارسی، در مناقب و مغازی امام علی بن ابی طالب (ع) از قرن پنجم، یعنی حدود نیم قرن بعد از نشر شاهنامه فردوسی و در حجم حدود دوازده هزار بیت با اسلوبی کهن و نوادری از لغات و ترکیبات که گاه در فرهنگ‌ها، شواهد آن را به دشواری می‌توان یافت.
علی موسوی گرمارودی نیز دربارهٔ این اثر گفته است:
در میان حدود ۱۲ هزار بیت موجود می‌توان حدود ۳ هزار بیت قابل ستایش یافت که البته در صورت ترمیم و چاپ حروفی و رفع ایرادات ناشی از کاتب چه بسا به بیش از ۳ هزار بیت برسد. دو مزیت عمده علی نامه در مقایسه با دیگر آثار مشابه عبارتند از اینکه چهره تاریخی علی نامه بسیار جدی تر از آثار مشابه خود است و همچنین از آنجا که این اثر به لحاظ زمانی نزدیکترین اثر به شاهنامه است، خود به خود بیشترین شباهت زبانی را به شاهنامه دارد که بر ارزش آن می‌افزاید.
رضا بیات که در زمینه تصحیح اثر فعالیت داشته است دربارهٔ شاعر ناشناس اثر می‌گوید: «ما فقط یک تخلص شاعر داریم؛ "ربیع"! بیش از این چیزی از آن نمانده با توجه به فضای شیعه ستیزی و شیعه کشی که در دوره غزنوی بوده نمی‌توان انتظار داشت که اطلاعات بیشتری از وی به دست برسد. در هر حال این کتاب ارزش تاریخی بسیاری دارد و خیلی به تاریخ پای بند مانده است.»
یکی از مستشرقین نیز در کنگره‌ای در مجارستان از تلاش خود برای تصحیح چنین اثری خبر داده بود که احتمال وجود نسخه‌ای دیگر از این کتاب در کتابخانه‌های اروپایی را تقویت می‌کند.
شاعر در یکی از ابیات خود اشاره می‌کند که فردوسی اثر خود را شاهنامه خوانده و وی اثر خود را «مغ نامه» می‌داند.
| حکیمان فاضل بدانند این |  | که شه نامه آن است ومغ نامه این |

## تصحیح و انتشار
اول بار احمد آتش در «مجموعه زبان و ادبیات ترک» در سالهای دهه چهل به این اثر اشاره کرد.
عالم و ادیب شیعی ترک گولپینارلی این اثر را در کتابخانه موزه قونیه شناسایی و در فهرست نسخ خطی قونیه ثبت کرد. سپس دکتر شفیعی در مقاله‌ای در مجله دانشکده ادبیات دانشگاه مشهد یه سال ۱۳۷۹ این اثر بزرگ را به ایرانیان معرفی ساخت.
نسخه برگردان (فاکسیمیله) به قطع اصل نسخه خطی شمارهٔ ۲۵۶۲ کتابخانهٔ موزهٔ قونیه (ترکیه) کتابت حدود سدهٔ هفتم هجری است که با مقدمهٔ محمدرضا شفیعی کدکنی و دکتر محمود امیدسالار، رضا بیات و ابوالفضل غلامی منتشر شده است.
نسخه برگردان آن نیز به تصحیح استادان فوق و کتابخانه، موزه و مرکز اسناد مجلس شورای اسلامی با همکاری انتشارات میراث مکتوب و کتابخانه تخصصی تاریخ اسلام و ایران و مؤسسه مطالعات اسماعیلیه تهیه گردید و توسط انتشارات میراث مکتوب در سال ۱۳۸۸ چاپ شد.

## نقالی علی نامه
پس از انتشار این حماسه منظوم در سال ۱۳۸۸، نقالی آن در همایش‌های فرهنگی و مذهبی کشور از جمله توسط ابوالفضل ورمزیار از نقالان برجسته کشور آغاز شد.

## دیدگاه‌ها
آیت الله سیستانی در دیدار با حجت‌الاسلام رسول جعفریان رئیس کتابخانه مجلس درباره این اثر به وی گفت: «آیت الله سیستانی از چاپ علی نامه ستایش کردند و فرمودند من کتاب زیاد می‌خوانم اما این کتاب را کنار دستم گذاشته‌ام. این کتاب مرا زنده کرد. از مقدمه آن تعریف کردند و فرمودند که من با پدر آقای شفیعی کدکنی آشنایی داشتم. سپس برخی از نکات مقدمه را بیان کرده و از این که احتمال داده شده که اشعاری بعداً اضافه شده از محققان آشنا به این متون خواستند که روی متن کار کنند که کدام یک اصل و کدام یک الحاقی است. تأکید ایشان این بود که یک همچنین کتابی بعد از پنجاه سال از تألیف شاهنامه بسیار اعجاب دارد.»
فصلنامه آیینه میراث ضمیمه‌ای پیرامون این اثر ارائه کرد.